# Mutualizam
Mutualizam je interaktivnost dvije ili više različitih vrsta od kojih svi imaju korist. Mutualizam se često pojmovno miješa s pojmom simbioze. Iako se mutualizmu povijesno posvećivalo puno manje pažnje nego drugim oblicima interaktivnosti, kao odnosu između grabežljivaca i lovine ili biljoždera i biljki, to je vrlo važan element ekologije. 

## Oblici
- Doživotna interakcija uključuje blizak fizički i biokemijski kontakt (poznat kao simbioza).
- Kraća, ne-simbiotska interakcija, kao između cvijeta i oprašivača.
- Dobrovoljni, neobavezan odnos kao na primjer između čovjeka i kućnih ljubimaca, neobavezni mutualizam za čovjeka, a, ovisno o vrsti životinje, za nju može biti obavezan ili neobavezan mutualizam.

#### Posebno
1. ↑  Begon, M., J.L. Harper and C.R. Townsend. 1996. Ecology: individuals, populations, and communities, Third Edition. Blackwell Science Ltd., Cambridge, Massachusetts, USA.

#### Općenito
- Breton, Lorraine M., and John F. Addicott. 1992. Density-Dependent Mutualism in an Aphid-Ant Interaction. Ecology, Vol. 73, No. 6, pp. 2175-2180.
- Bronstein, JL. 1994. Our current understand of mutualism. Quarterly Review of Biology 69 (1): 31-51 MAR 1994
- Bronstein JL, 2001. The exploitation of mutualisms. Ecology Letters 4 (3): 277-287
- Bronstein JL, 2001. The costs of mutualism. American Zoologist 41 (4): 825-839 S
- Bronstein JL, Alarcon R, Geber M. 2006. The evolution of plant-insect mutualisms. New Phytologist 172 (3): 412-428